# Sofocle
Sofocle (Greacă veche Σοφοκλῆς-Sofokles - n. cca. 496 î.Hr. - d. 406 î.Hr.) a fost un poet tragic grec. Împreună cu Eschil și Euripide a pus bazele tragediei clasice grecești. A adus însemnate inovații în tehnica teatrală: renunțarea la conexiunea trilogiei prin crearea de piese independente, mărirea numărului coreilor (picior de vers antic) de la 12 la 15, introducerea celui de-al treilea actor, dezvoltarea dialogului, importanța acordată decorului și costumelor. Opera marelui poet tragic, continuator al lui Eschil, cuprinde peste 120 de piese (după diverse păreri și izvoare, numărul pieselor e de 123, 130, 133, ba chiar și de 140), dintre care au mai rămas în întregime numai șapte.

## Viața și caracterul
|  | Sofocle spunea că i-a zugrăvit pe oameni așa cum ar trebui să fie, iar Euripide așa cum sunt. | — Aristotel, Poetica |

Scriitorul s-a născut în anul 496 î. Hr. în Colonos, cartier mărginaș al Atenei, într-o familie înstărită, fiind fiul lui Sofillus, un armurier bogat. Sofocle a beneficiat de educația specifică tinerilor timpului, inițiindu-se în teoria și practica muzicală (profesor i-a fost Lampros, unul dintre cei mai renumiți maeștri ai Antichității, de la care a învățat arta folosirii instrumentelor muzicale, mai ales a kitharei), în practicarea dansului și a exercițiilor fizice (călărie, conducerea carului), căpătând probabil, și unele cunoștințe științifice.

### Adolescența, tinerețea și maturitatea
La 16 ani a fost ales de compatrioții săi conducător al tinerilor însărcinați a celebra prin cântări și jocuri aniversarea glorioasă a Salaminei. Frumusețea-i contribuise, pe lângă talentele sale, în a dobândi această cinste. N-avea însă o voce sonoră, de aceea a si fost scutit mai pe urma a se supune datinei, care cerea ca poetul dramatic să joace în propriile piese. A apărut numai o dată pe scenă, în rolul lui Tamiris orbul.
Sofocle a manifestat din tinerețe o puternică pasiune pentru literatură, căutând cu nesaț în operele homerice, în tragediile lui Eschil și în folclor răspuns la numeroasele probleme ale timpului său. Tragedia l-a atras nespus, încă de copil participând în corul ce susținea reprezentările pe scenă ale pieselor înaintașilor săi. În anul 468 i.Hr. s-a prezentat la un concurs la Atena și a obținut pentru prima dată premiul I, cucerind auditoriul rafinat al cetății. În cei 60 de ani de creație cetățenii i-au mai aplaudat de încă 23 de ori victoria la întrecerile dramatice, fără a avea prilejul să-și manifeste compasiunea pentru vreo înfrângere, al cărei gust amar Sofocle nu l-a simțit niciodată.

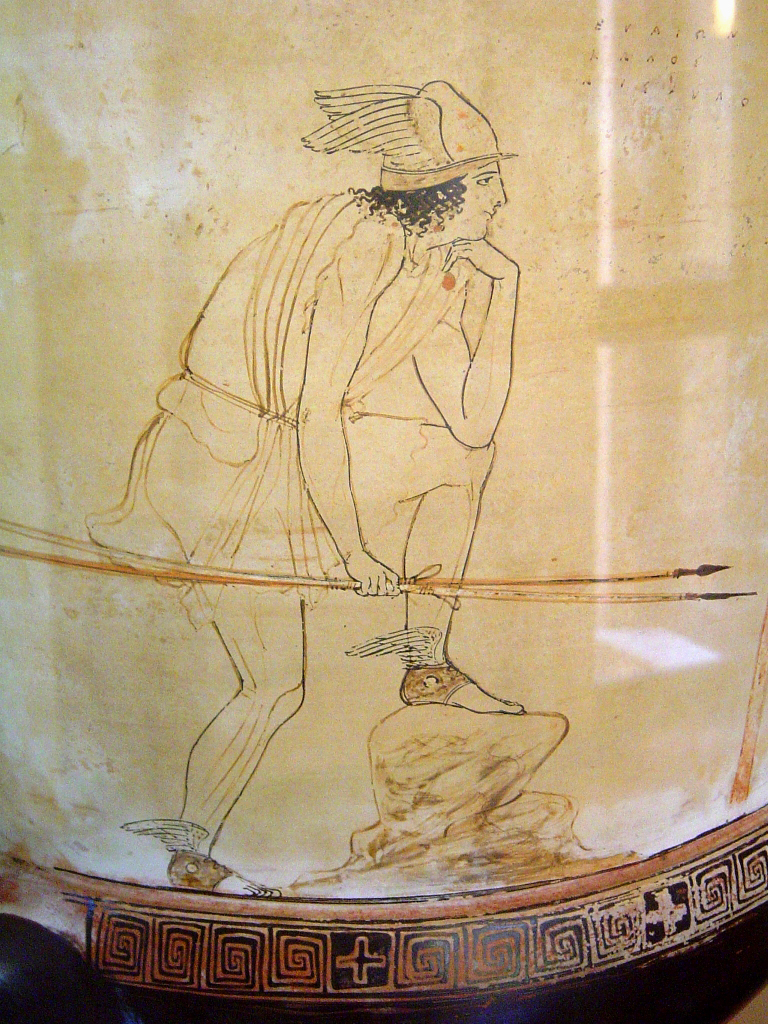
Portretul de pe un vas grecesc al unui actor dintr-o piesă pierdută de-a lui Sofocle, Andromeda.

Preot laic al cultului unei zeități locale, Sofocle a înființat și o asociație literară și era prieten apropiat cu persoane proeminente precum Ion din Chios, Herodot, Archelaos. Civilizat, manierat și spiritual, Sofocle era îndrăgit de contemporanii săi, care vedeau în el întruchiparea echilibrului și seninătății. Poreclindu-l „Albina”, pentru elocința lui „dulce”, aceștia îi făceau cel mai măgulitor compliment la care putea aspira un poet sau povestitor - îl asemuiau cu tragicul Homer.

### Sfârșitul vieții
Sofocle s-a stins din viață în anul 406 î.Hr., la numai câteva luni după contemporanul său mai tânăr, Euripide. A fost înmormântat la Colonos, în pământul său natal, căruia i-a adus laude și slavă în ultima sa piesă: „Oedip la Colonos”. La doi ani după moartea sa, Atena a fost înfrântă de Sparta, ceea ce a însemnat sfârșitul unei perioade de aproximativ o sută de ani de supremație culturală ateniană. Aflat în centrul vieții publice din Atena, Sofocle a fost trezorier imperial și diplomat, fiind ales de doua ori general.
Și după moarte, marele scriitor a continuat să domine scena greacă, reprezentările pieselor sale bucurându-se de mare succes. Din inițiativa lui Licurg, după 40 de ani de la moartea lui Sofocle, i s-a ridicat o statuie de bronz, iar numele său a intrat în rândul eroilor, alături de Homer, Eschil și alții.

### Sofocle și cariera politică
Ca om politic, Sofocle n-a arătat totuși priceperea, deși a ocupat funcții în stat în timpul lui Pericle . El n-a reușit să se adapteze tuturor meandrelor vieții politice a Atenei și să-și găsească un loc stabil în evoluția conflictului dintre democrația sclavagistă și grupurile aristocratice conservatoare. În tinerețe, Sofocle a înclinat spre acestea din urmă, simpatizând cu gruparea reacționară a lui Cimon, ca apoi să adere la politica lui Pericle. Spre sfârșitul vieții sale Sofocle a oscilat din nou, ajungând să participe chiar la un complot (în anul 411 i.Hr.) urzit în scopul răsturnării guvernării democratice la Atena.
Inconsecvențele lui Sofocle în atitudinea politică se oglindesc în bună măsură și în piesele sale, printr-o serie de șovăieli și compromisuri pe care le manifestă în hotărârea verdictului asupra luptei dintre vechile și noile norme morale sau politice pe care le reclamă viața democratică și instituțiile ei. Dar totul este explicabil întrucât însăși guvernarea democratică sclavagistă cuprinde în sine contradicții, manifestă adesea nehotărâre și șovăială, este zdruncinată de lupte interne și ciocniri de interese dezbinatoare.
În 413 î.Hr., când avea optzeci de ani, Sofocle a devenit comisar special pentru investigarea dezastrului militar atenian din Sicilia.

## Destinul literar
În secolul al V-lea î.Hr., în timpul în care au trăit cei trei mari tragici ai antichitații elene - Eschil, Sofocle și Euripide - Grecia cunoaște o perioadă de dezvoltare și înflorire atât în agricultură, cât și în atelierele meșteșugărești, navigație, comerț, etc.

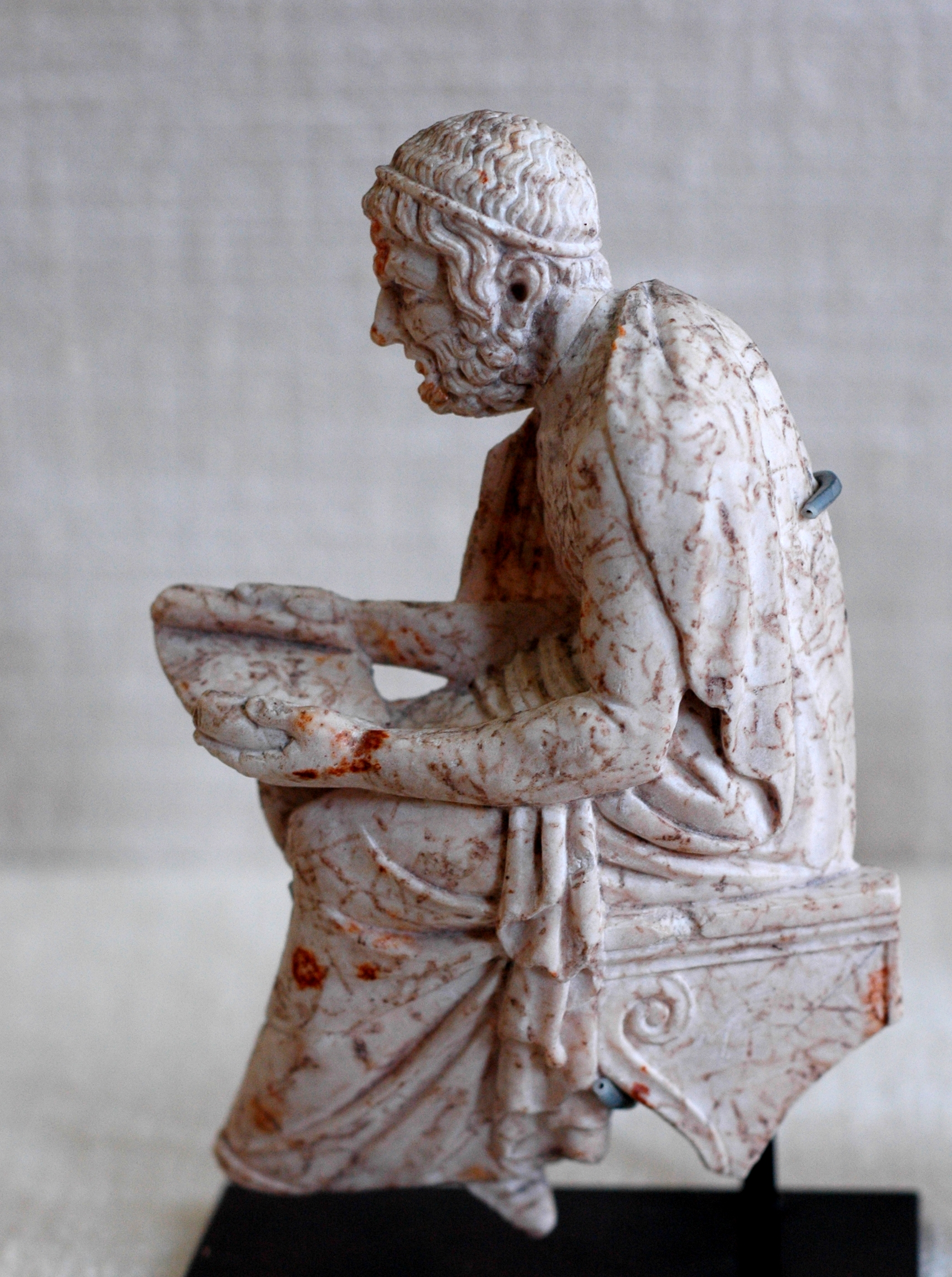
Statuia în marmură a unui poet grec, probabil Sofocle

Înflorirea vieții social-culturale a Atenei a făcut din aceasta unul dintre cele mai importante centre economice, politice și culturale. Astfel, o parte a cetățenilor, care aveau înclinații spre cugetare și artă, se puteau dedica filosofiei, literelor, sculpturii, etc.
Conducătorii democrației ateniene, dornici să ducă faima cetății lor, au stimulat dezvoltarea teatrului tragic, teatru cu un vădit rol educativ.
Spectacolele, care se țineau în aer liber, erau urmărite de zeci de mii de spectatori, așezați pe treptele unui vast amfiteatru. Periodic, cetatea organiza concursuri pentru premierea celor mai bune piese dramatice, iar autorii învingători erau cinstiți cu mare fast de populație, fiind sărbătoriți ca niște eroi. Cei trei mari tragici ai secolului al V-lea î.Hr. au cunoscut în nenumărate rânduri bucuria victoriei la aceste întreceri. Eschil a obținut de 13 ori premiul I, Sofocle (a cărui operă este oglinda apogeului democrației sclavagiste) de peste 20 de ori, iar Euripide de 4 ori.
Cetățenii Atenei - care l-au onorat cu importante funcții politice și militare, îl cinsteau pe Sofocle în mod deosebit pentru înaltul său spirit cetățenesc. Amintirile tiraniei mai stăruiau în mintea oamenilor, când Sofocle înfiera tirania personificată în figura lui Creon din „Antigona”. Totodată, poetul îi prevenea pe concetățenii săi să nu se lase târâți de demagogi în haosul anarhiei. Apoi, Sofocle denunța goana după avuție și puterea de corupție a banului:
| “         | Dar pofta de câștiguri Pe mulți bărbați îi duce adesea la pieire... Căci nici o rânduială n-a dat un rod în lume Așa de rău ca banul: el pustiește-orașe Pe oameni îi gonește din casă: el învață Pe cei curați la suflet să-și îndrepteze mintea Spre fapte rușinoase. Tot banul e acela Ce-a arătat la oameni puterea vicleniei, Și pentru orice faptă - nimica sfânt să n-aibă. | ” |
| — Sofocle | |   |

Sofocle a înlocuit trilogiile legate ale lui Eschil cu piese distincte pe diverse subiecte, stabilind norma, preluată ulterior în teatrul occidental, care prevedea deplasarea accentului pe intensitatea și unitatea acțiunii dramatice.
Dacă lui Eschil i se atribuie meritul de a fi descoperit resursele poetice și emoționale ale tragediei, rafinamentul și măiestria tehnica ale lui Sofocle au reprezentat standardele după care a fost judecată această formă literară începând din secolul al V-lea î. Hr.
Dacă Pericle a ridicat democrația sclavagistă pe culmile ei cele mai înalte pe plan politic și militar, în opera lui Sofocle se desăvârșește oglinda literară a acestui apogeu, se întrupează în chip fidel năzuințele politice, concepțiile morale, juridice, religioase etc. ale democrației sclavagiste. Ca un omagiu adus însemnătății operei lui Sofocle, cetățenii Atenei l-au ales strateg (conducător militar), în acestă calitate participând la o expediție împotriva insulei Lemnos.

## Opera literară
În crearea tragediilor, Sofocle se inspiră din aceleași izvoare ca și Eschil; ca și înaintașul său, el face apel la cunoscutele legende și eroi mitologici, tematica unora dintre tragediile sale fiind asemănătoare cu a pieselor lui Eschil, sau continuă pur și simplu tema abordată de acesta (de pildă, în „Antigona”, Sofocle pornește de la momentul final al tragediei „Cei șapte contra Tebei”).

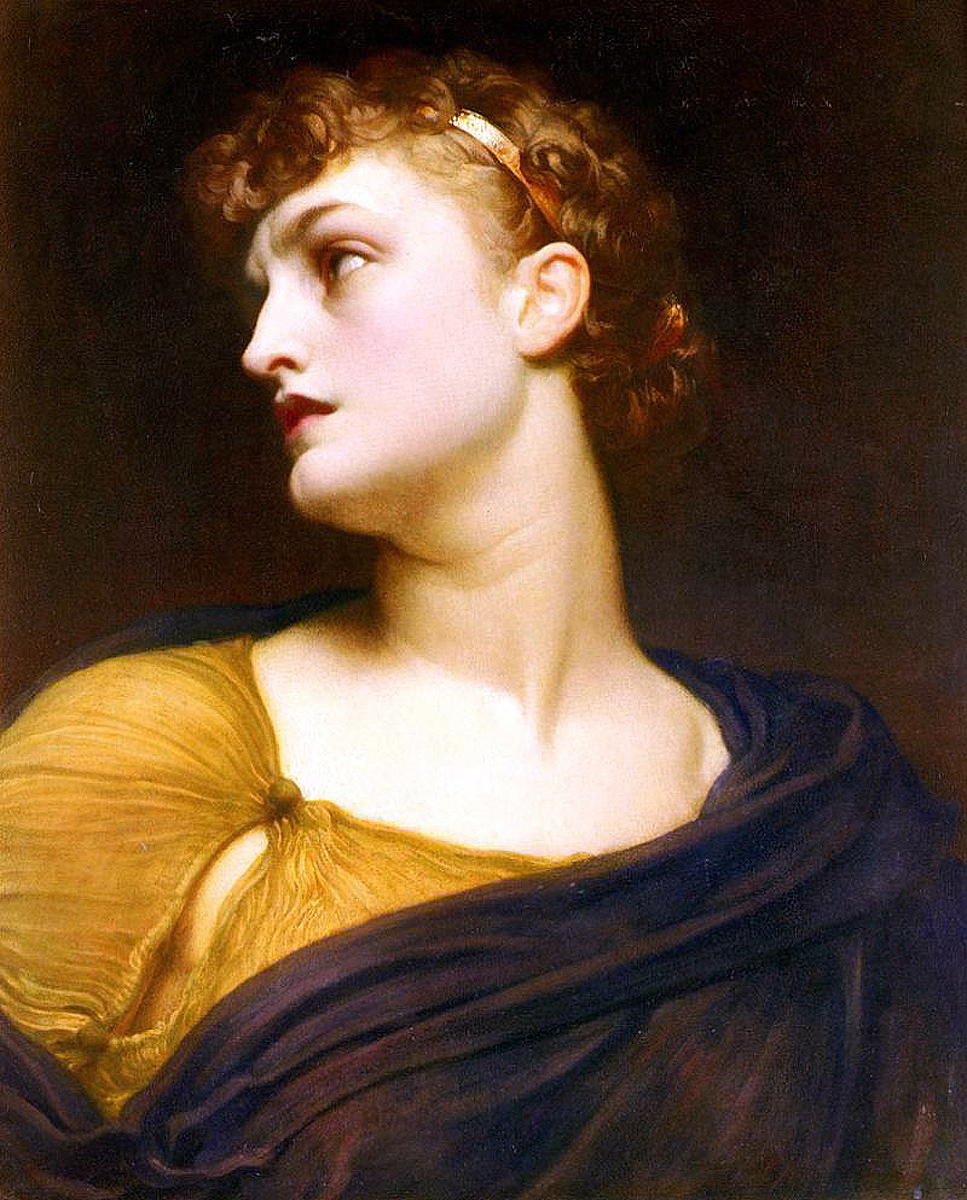
Antigona, de Frederic Leighton, 1882

În creația lui Sofocle, un moment de mare însemnătate îl reprezintă tragedia „Oedip rege”, pusă în scenă, pentru prima dată, în 429 i.Hr.
Destinul lui Oedip și al neamului său ne este prezentat în tragediile „Oedip Rege”, „Oedip la Colonos” și „Antigona”, care, în totalitatea lor, alcătuiesc o unitate.
Subiectele tragediilor lui Sofocle sunt de sine stătătoare; în cadrul trilogiei, fiecare piesă are o temă proprie, în timp ce la Eschil subiectul se desfășura de-a lungul întregii trilogii. Această inovație pe care Sofocle a adus-o dramaturgiei i-a dat posibilitatea să prezinte mai variat specificul caracterelor omenești și complexul de situații în care trăiesc eroii săi.
Prelucrarea dramatică pe care o dă Sofocle sorții tragice a legendarului Oedip a influențat dramaturgia universală, rămânând și în zilele noastre în repertoriul permanent al scenelor dramatice.
În timp ce Eschil urmărea în figura lui Oedip în primul rând un moment al împlinirii blestemului moștenit, Sofocle se concentrează asupra sorții individuale a eroului; suferințele lui Oedip sunt, în bună măsură, urmarea propriilor sale fapte, a atitudinii pe care și-o alege în chip voluntar. În piesa lui Sofocle, soarta implacabilă pe care zeii au hotărât-o nefericitului Oedip este mai puțin hotărâtoare decât la Eschil, iar autorul relevă mai pregnant natura instabilă a fericirii sau nefericirii omului. Oedip - potrivit mitului - trăiește mulți ani de fericită domnie în cetatea Tebei, având drept soție pe mama sa, Iocasta. Deznodământul tragic survine numai atunci când, din inițiativă proprie, el caută cu înfrigurare să afle adevărul cu privire la viața sa, prin urmare, el însuși își alege drumul care-l va duce la o serie întreagă de nenorociri.

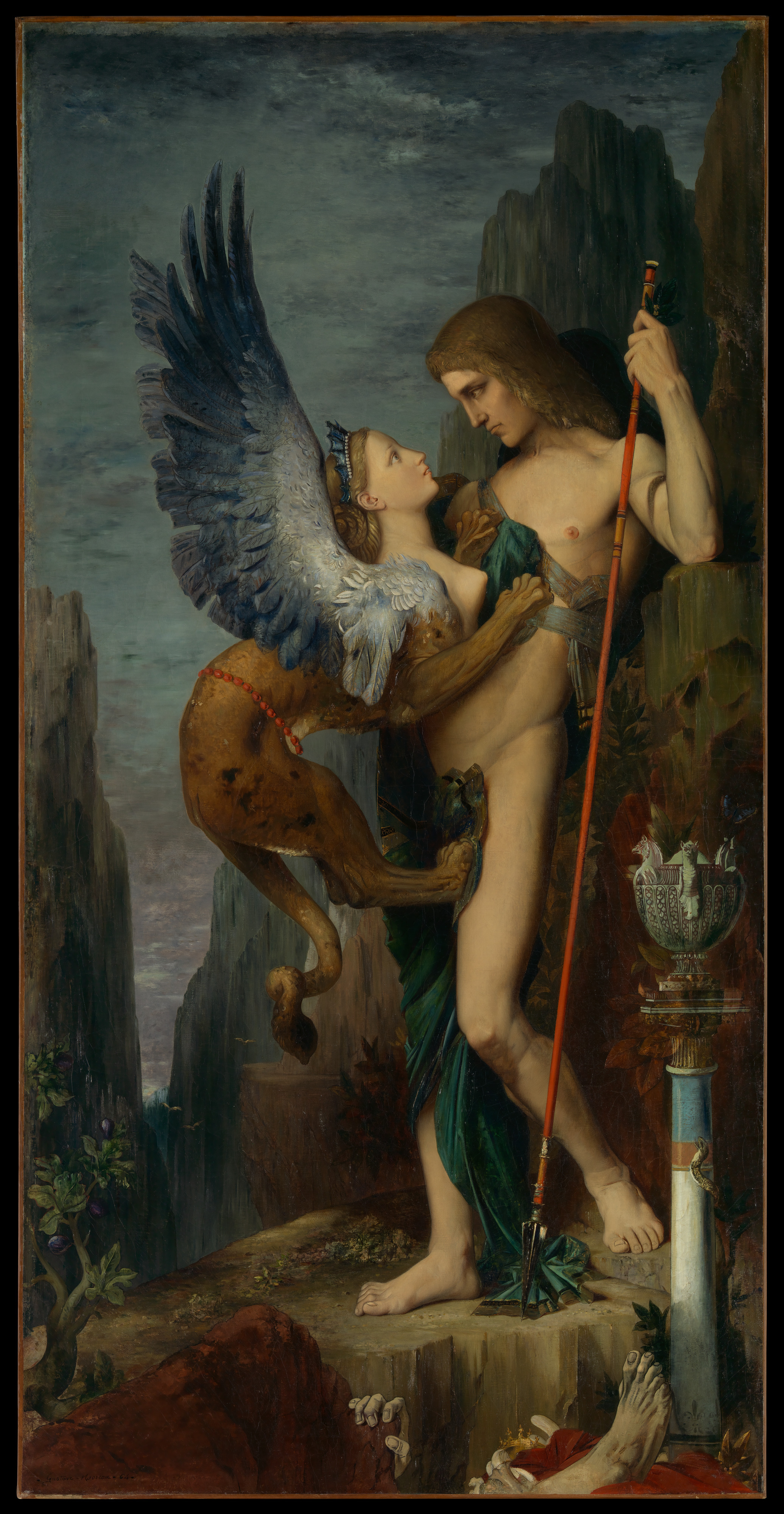
Gustave Moreau - Oedip și Sfinxul

Într-o tragedie scrisă spre sfârșitul vieții, „Oedip în Colonos”, Sofocle preamărește moartea eroului. Bătrân și orb, Oedip vine la Atena, se stabilește în Colonos, locul natal al autorului, și moare în deplină împăcare cu zeii, devenind un geniu păzitor al cetății în care a găsit caldă ospitalitate. Nu putem să nu observăm în această încheiere a tragediei lui Oedip un omagiu pe care Sofocle îl aduce orașului său, locuitorilor lui primitori și, în genere, spiritului de ordine și dreptate ce domnea în acest stat democratic, în contrast cu normele aspre și rigide din Sparta aristocratică cu care se înfruntase în războiul peloponesiac.
Vechiul mit al lui Oedip nu se sfârșește cu moartea acestuia, ci angajează urmașii direcți ai nefericitului rege legendar. În „Cei șapte contra Tebei”, Eschil descrie soarta celor doi fii ai lui Oedip: Polinike și Etéocle; Sofocle continuă povestirea neamului urmărit de blestemul zeilor; plasând în centrul acțiunii imaginea fiicei lui Oedip - Antigona. Așa s-a născut tragedia cu același nume, reprezentată pentru prima oară în jurul anului 442 î.Hr.
Desigur, piesa lui Sofocle are influențe mitice conforme spiritului predominant al epocii sale, dar în același timp ea condamnă despotismul. Creon (în „Antigona”), cu vederile sale înguste, prin porniri arbitrare, nesocotește justiția divină, devenită tradițională în cetate, și va fi pedepsit. Pentru a nu greși, arată Sofocle, omul, asemenea Antigonei, trebuie să respecte obiceiurile tradiționale, să-și adapteze faptele și actiunile normelor încetățenite în viața colectivității. Cel ce se împotrivește va fi înfrânt, după cum a fost înfrânt Creon. Observăm deci nota specifică pentru tragediile lui Sofocle - soarta depinde în mare masură de faptele (conștiente sau inconștiente) ale fiecărui om.
În tragediile lui Sofocle, deznodământul tragic al vieții eroilor se datorează în primul rând greșelilor lor, faptelor necugetate pe care le săvârșesc. Dacă în „Antigona” avem cazuri tipice de atitudine nefirească adoptată cu bună știință (Creon), în tragedia „Trahinienele”, dimpotrivă, eroii greșesc involuntar; ceea ce le atrage sfârșitul fatal.
Tema sinuciderii ca rezultat al unor grave greșeli, comise fără știință, este reluată și în tragedia „Aiax”, creată de Sofocle încă din tinerețe.
În tragedia „Filoctet”, scrisă spre sfârșitul vieții (în 409 î.Hr.), Sofocle pune din nou probleme de ordin etic; el accentuează marea însemnătate a bunelor însușiri înnăscute, capabile să înfrângă slăbiciunile temporare și ispitele nedemne ce-i pasc pe oameni.
Eroii lui Sofocle trăiesc o viață individuală intensă, reunesc în acțiunile pe care le întreprind înalte însușiri sufletești. Ei manifestă hotărâre și consecvență în rezolvarea deplină a situațiilor în care sunt angajați. Sofocle a dezvăluit particularitățile firii umane cu o deosebită maiestrie artistică și o perfectă tehnica dramatică.

## Tragediile lui Sofocle

### Oedip Rege

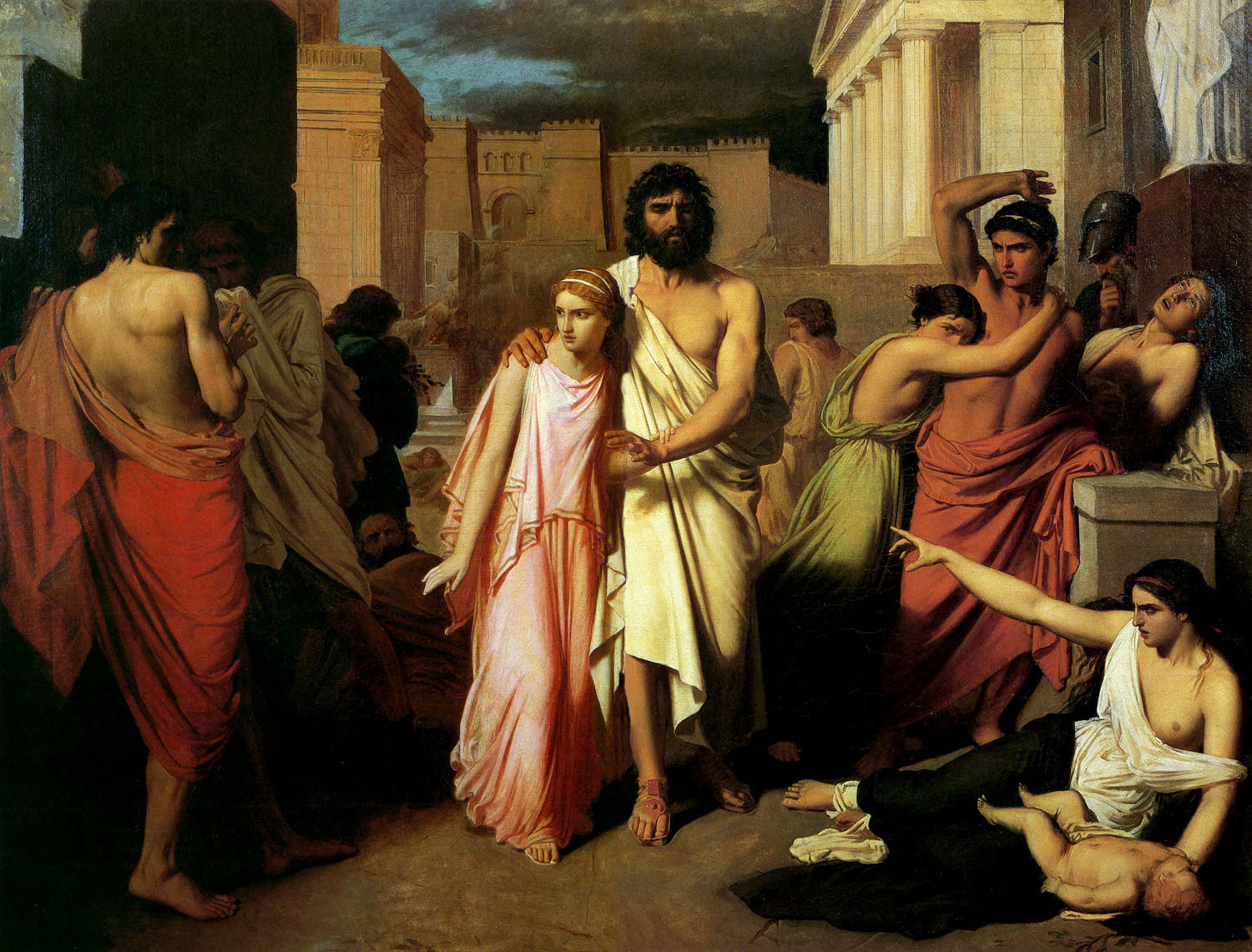
Antigona îl conduce pe Oedip afară din Teba - pictură de Charles Francois Jalabert

Tragedia „Oedip Rege” (Greacă veche: Oἰδίπoυς τύραννoς) începe cu freamătul cetății Teba, care se afla în fața unui chin: plantele, animalele și femeile erau sterile iar ciuma făcea nenumărate victime. Tebanii vin să ceară ajutorul lui Oedip, regele Tebei, care i-a scăpat și de Sfinx, răspunzând corect la ghicitoarea acestuia. Creon, fratele soției lui Oedip, este trimis la oracol să afle de ce s-a abătut această nenorocire asupra Tebei. Oracolul motivează prin faptul că moartea lui Laios, predecesorul lui Oedip, nu a fost ispășită. În scopul de a afla cine l-a omorât pe Laios, Oedip cere să fie întrebat Tiresias, bătrânul profet orb. Tiresias îi spune lui Oedip că el este ucigașul lui Laios. Crezând că Tiresias și Creon au complotat împotriva lui, Oedip se ceartă cu ei. Apare Iocasta, soția lui Oedip, care îi spune că el nu putea să-l fi omorât pe Laios, deoarece acestuia i-a fost prezis, de către oracol, că va muri de mâna fiului său. 
„Oedip rege” a fost considerat de contemporani și de Aristotel drept cea mai desăvârșită tragedie din întreaga Antichitate. Subiectul tragediei este cunoscut, căci și azi „Oedip rege” este tragedia cea mai jucată din tot teatrul grec. În final, pentru a-și ispăși îngrozitoarea-i crimă, Oedip se pedepsește singur scoțându-și ochii, apoi, orb și nenorocit, părăsește Teba, după ce își ia rămas bun de la fiicele sale:
|  | Copile, unde sunteți voi? Veniți încoace, Apropiați-vă de aceste mâini...frățești, Care-au orbit, așa cum îl vedeți acum, Scânteietorii ochi de-alt' dată-ai tatălui. Pe-atunci, copile, făr'să văd și făr'să știu V-am zămislit pe voi în ceea ce m-am născut. Vă plâng cu lacrimi, căci nu vă mai pot vedea, Gândindu-mă la ce viață de amaruri Va trebui de-acum să duceți printre oameni (...) Pe voi, copile, dac-ați pricepe de pe-acuma Eu mult v-aș sfătui: rugați-vă acum Că orișiunde veți trăi s-aveți un trai Mai bun decât al tatălui ce v-a dat naștere... | — Sofocle, Oedip rege |

### Oedip la Colonos

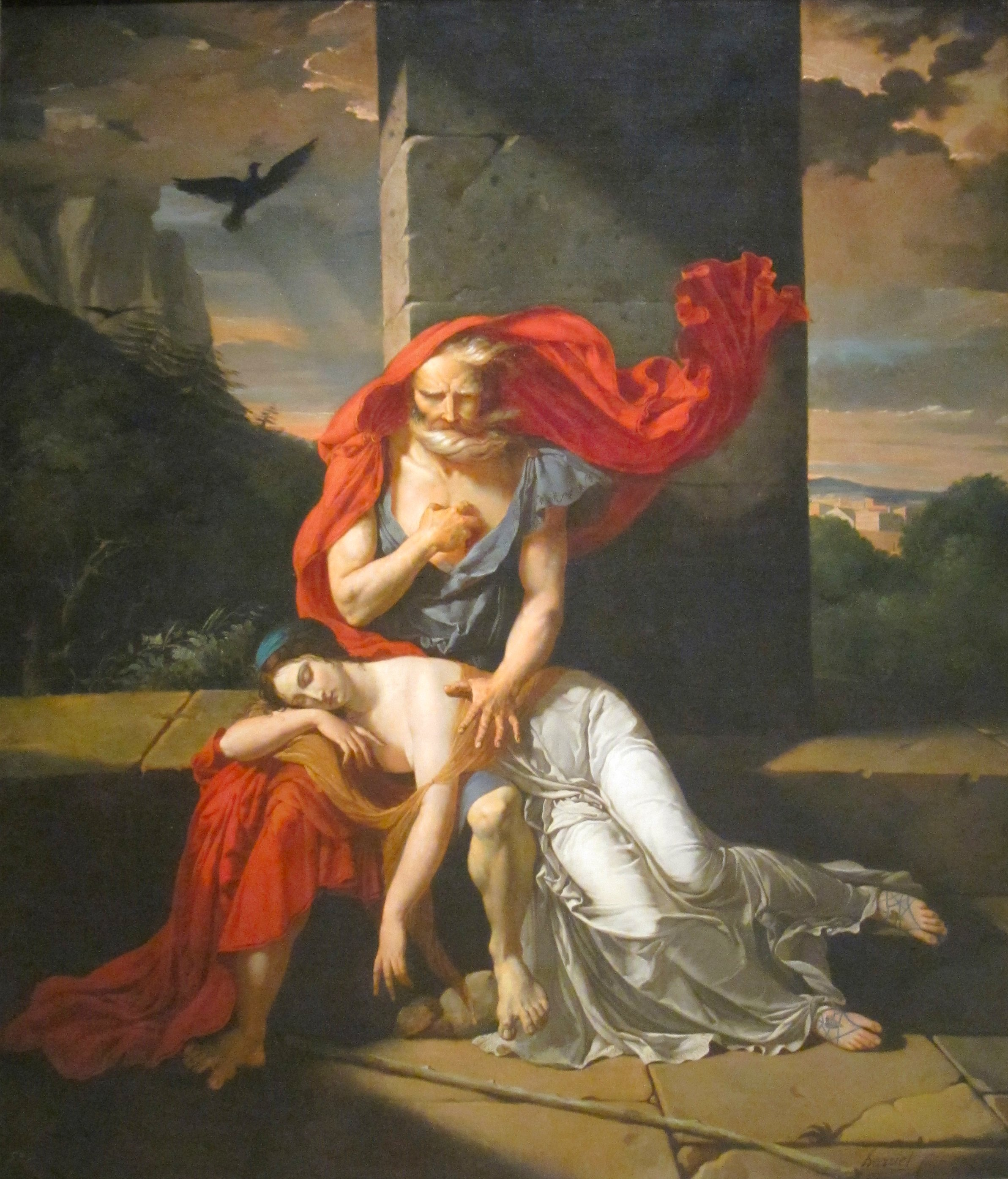
Oedip la Colonos - într-un tablou de Fulchran-Jean Harriet

Cea de-a doua tragedie din trilogia lui Sofocle este „Oedip la Colonos” (Greacă veche: Οἰδίπους ἐπὶ Κολωνῷ). Bătrân și orb, Oedip sosește la Colonos, fiind condus de fiica sa Antigona. Aflându-se într-o dumbravă sfințită, le este cerut să părăsească Colonos-ul. Dar Oedip știe că aici va muri și cere să-l vadă pe Teseu, regele Atenei. Bătrânilor din Colonos, care vin în fața lui Oedip, le este mărturisită originea sa blestemată, aceștia dorind apoi să-l alunge pe Oedip. Antigona îi roagă să-i lase să rămână.
Apare Ismena, fiica mai mică a lui Oedip, care povestește că frații lor, Eteocle și Polinike, s-au luptat pentru tron. Polinike a fost alungat de către Eteocle de pe tron și din țară. Polinike s-a dus la Argos pentru a cere aliați în vederea unui război împotriva Tebei. Ismena spune apoi că va sosi Creon pentru a-l supune pe Oedip puterii tebanilor. Oedip nutrește sentimente de ură față de Creon și de fiii săi care nu l-au sprijinit când a fost alungat din Teba.
Apare Teseu care îi acordă lui Oedip găzduirea în țara sa. Creon încearcă să-l convingă pe Oedip să se întoarcă la Teba, știind că într-un eventual război între Teba și Atena, va învinge partea care se va afla în posesia corpului lui Oedip. Dar Creon îi amintește lui Oedip că el nu poate fi înmormântat în cetate ci numai în afara ei. Oedip îl refuză pe Creon. Acesta o răpește pe Ismena, dar ea este eliberată de oamenii lui Teseu. Apare Polinike care îi cere binecuvântarea în vederea victoriei în lupta contra Tebei. Oedip îl refuză și pe el, știind că Polinike nu va cuceri niciodata Teba, iar frații se vor omorî unul pe celălalt în luptă.
Oedip îl conduce pe Teseu la locul morții sale, loc ce va trebui păstrat secret de către Teseu, căci numai așa Oedip poate ocroti Atena. Oedip nu a murit de moarte naturală; un zeu l-a răpit sau pământul s-a deschis pentru a-l primi și a-l elibera de toate suferințele. Teseu promite Antigonei și Ismenei că va fi alături de ele pentru totdeauna după care cele două surori se întorc la Teba pentru a împiedica moartea fraților.

### Antigona
Ultima tragedie din această trilogie este „Antigona” (Greacă veche: Ἀντιγόνη). Acțiunea începe dimineața, după lupta pentru Teba. Trupele din Argos au fugit după ce au fost înfrânte. Polinike și Etéocle s-au omorât unul pe celălalt în luptă. Antigona află că Creon, care conduce în prezent Teba, a interzis înmormântarea lui Polinike.
Ca și „Oedip rege”, tragedia „Antigona” reprezintă una din cele mai prețioase creații literare ale antichității. Antigona, cutezătoarea fiică a lui Oedip, asistă la dezastrul provocat de lupta dintre frații ei, Etéocle și Polinike. Amândoi au căzut în luptă, iar tronul Tebei este ocupat de Creon. Regele dispune să se organizeze cu pompă înmormântarea lui Etéocle, apărătorul cetății. Pentru celălalt fiu al lui Oedip, Polinike - venit cu oaste străină să cucerească cetatea - se interzice chiar simpla înmormântare. Împotriva asprului ordin regesc, înfruntând pericolul pedepsei cu moartea, se ridică Antigona, sora celor doi luptători. În mare taină, ea predă pământului trupul lui Polinike, îndeplinind astfel obligația ce i-o reclamă, potrivit obiceiului, legătura de sânge cu cel mort. Fapta Antigonei a fost însă repede descoperită de Creon care o condamnă la moarte. În discuția aprinsă dintre Creon și Antigona se dezvăluie o ciocnire ascuțită de principii morale. Antigona, fecioară firavă și gingașă, este înzestrată cu un caracter îndrăzneț, cu un curaj demn de un luptător. Tăria ei de a-l înfrunta pe rege se trage din conștiința că acționează în numele legilor străbune, nescrise, în care se sintetizează morala tradițională, adânc înrădăcinată în cetățile grecești.
Antigona va pieri întemnițată, dar Creon, cel care a nesocotit voința zeilor, va primi o cruntă pedeapsă pierzându-și fiul, pe Hemon (logodnicul Antigonei), și soția, care se sinucide aruncând blesteme asupra trufașului și nechibzuitului ei soț.

### Electra
Între 415 și 411 î.Hr. Sofocle a scris capodopera Electra (Greacă veche: Ἠλέκτρα), reluând vechea legendă tratată de Eschil în tragedia „Orestia”. Sofocle creează o nouă Electra, dotată cu însușiri asemănătoare profilului Antigonei: curaj, hotărâre etc.

### Aiax

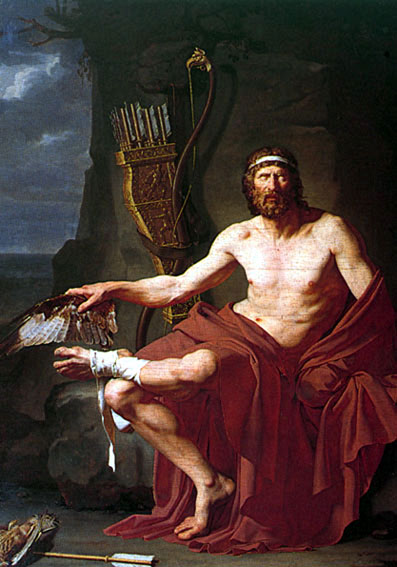
Filoctet, de Jean-Germain Drouais

Viteazul ostaș Aiax (Greacă veche: Αἴας), a cărui onoare de luptător a fost știrbită de compatrioți, a hotărât să se răzbune. Orbit de această dorință, el se aruncă, într-un moment de nebunie, asupra unei turme de oi pe care le sfârtecă și le risipește. Venindu-și în fire și cuprins de rușine pentru cele petrecute, el se aruncă în sabie, predându-se morții de bună voie.

### Filoctet
Neoptolemos, fiul lui Ahile, la îndemnul lui Odiseu, se hotărăște să fure arcul fermecat al lui Heracle, deținut de Filoctet (Greacă veche: Φιλοκτήτης). Prin vicleșug, Neoptolemos reușește să câștige încrederea lui Filoctet și acesta, într-un moment de slăbiciune fizică, îi încredințează arcul râvnit de Odiseu. Dar în tânărul Neoptolemos se produce o schimbare neașteptată: neputând suporta în continuare acest joc necinstit, el înapoiază arcul și-i acordă lui Filoctet ajutorul său.

### Trahinienele
În Trahinienele (Greacă veche: Tραχίνιαι), Deianira, dorind să păstreze dragostea soțului ei, Heracles, îi trimite o mantie înmuiată într-un lichid ce trebuia să-i trezească pasiunea, fără să știe că în realitate îi trimitea otrava ce-l va omorî în chinuri groaznice. Aflând de crima pe care o săvârșise ea se omoară. Actul său necugetat este însă pornit din cea mai curată iubire, Deianira fiind bună, duioasă, umană, neurmărind altceva decât să recâștige dragostea soțului ei.

## Fragmente din alte tragedii
Fragmente din satira „Copoii” (Ichneutae) au fost descoperite în Egipt în 1907. Aceste fragmente constituie cam jumătate din piesă, făcând-o totodată cea mai bine păstrată piesă satirică antică după „Ciclopii” lui Euripide . Fragmente din „Progenitura” (Epigonoi) au fost descoperite în aprilie 2005 de către specialiștii de la Universitatea din Oxford. Această tragedie spune povestea asedierii Tebei. Un număr de alte tragedii de-ale lui Sofocle ne-au rămas doar în fragmente, acestea fiind:
- Aias Lokros (Aiax Locrianul)
- Akhaiôn Syllogos (Reuniunea aheilor)
- Hermione
- Lacaenae
- Nauplios Katapleon (Sosirea lui Nauplius)
- Nauplios Pyrkaeus
- Niobe
- Oenomaus
- Poimenes (Păstorii)
- Polyxene
- Syndeipnoi
- Tereus
- Troilus
- Phaedra
- Triptolemus
- Tyro Keiromene
- Tyro Anagnorizomene

## Aprecieri critice

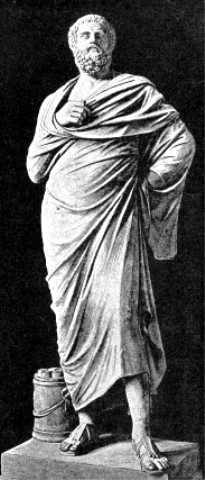
Sofocle

„Eschil a fost cel dintâi care a dat adevăratele tragedii. El are elevație și nerv, și adeseori duce până la exces grandiosul expresiei; dar majoritatea compunerilor sale sunt...scrise neglijent. De aceea, mai târziu, atenienii au instituit un concurs pentru corectarea pieselor sale, ceea ce a adus glorie multor poeți.[...]”—Quintilian, Despre educația oratorului, cartea X
„Eroismul, în ochii grecilor, nu este niciodată individual, nici steril, el nu glorifică persoana, actul eroic este întotdeauna săvârșit în vederea colectivului. [...] Mare noutate, originalitatea mitului lui Oedip este de a fi arătat că poate exista un fel de eroism care nu rezidă în forța fizică, ci în acuitatea, în subtilitatea inteligenței. Nici un teban nu putea dezlega enigmele sfinxului. Oedip apare și salvează cetatea găsind răspunsul. [...] Oedip va pune în serviciul tuturor acuitatea inteligenței sale, și în aceasta va consta tragicul întregii piese: cu tenacitate, înverșunare, perseverență, eroul se va distruge, se va zdrobi pe sine însuși, și în felul acesta va salva cetatea de la distrugere.”—Georges Meautts, Sophocle - essei sur le héros tragique, Editions Albin Michel, Paris, 1957, p. 104-105
„Sofocle se apropie de Shakespeare prin adânca sa prețuire a firii omenești, prin profunda observație a omenirii, prin simțul său de a împleti destinul cu caracterul omului, prin forța sa de a reprezenta suferințele vieții și prin conceptul său de noblețe a spiritului ce se realizează când sufletul omenesc a fost verificat și pus la grea încercare de suferintă. Sofocle ne este mai apropiat decât furtunosul Eschil.”—Allardyce Nicoll, World Drama from Aeschylus to Anouilh, S. Harrap, London, 1959, p. 68.
„Sofocle este artistul cel mai rafinat atât prin limbajul, cât și prin stilul său. [...] Sofocle întrebuințează cuvinte obișnuite cu un sens nou, neașteptat. [...] Se complace în antiteze, este maestru al ironiei și al îmbinării cuvintelor expresive. Are un stil nou, în întregime al său. Se complace uneori în arhaisme. Euripide poate fi uneori banal, Sofocle niciodată.”—Aram Frenkian, Curs de istoria literaturii grecești, Epoca clasică, Editura Didactică și Pedagogică, București, 1962, p.61-62.
„Cei trei poeți au scris, împreuna, peste trei sute de drame...Puține au ajuns până la noi, însă ele servesc până azi drept modele demne de urmat. De unde această extraordinară forță creatoare? Explicația se impune de la sine: cei trei poeți tragici au fost înainte de toate mari poeți-cetățeni, prin al căror talent au prins glas cele mai adânci aspirații ale omului. În tot ce au gândit și simțit, ei au fost un reflex fidel al colectivității cetătenești în năzuința ei spre o viață luminoasă, spre adevăr, bine și frumos. Prin aceasta au devenit ei creatorii unei arte atât de monumentale, arta care a putut să înfrunte secolele și mileniile, ca să trăiască până astăzi cu toată prospețimea.”—Liviu Rusu, Eschil, Sofocle, Euripide, Editura Tineretului, București, 1961, p 429-430.

## Importanța tragediei elene
Tragedia greacă din secolul al V-lea i.Hr. a reprezentat culmea creației dramatice a antichității. Atât ca structură și adâncime a conflictului, cât și ca tehnică de reprezentare, ea a rămas în esență neschimbată de-a lungul multor secole ce i-au urmat. Opera lui Eschil, Sofocle și Euripide a exercitat o puternică atracție și influență asupra literaturii dramatice din epoca elenistă, a celei romane și alexandrine, ea constituind de asemenea un izvor de inspirație pentru marii autori de tragedii ai Renașterii și ai epocii moderne.